# Hypognatha pereiroi
Hypognatha pereiroi là một loài nhện trong họ Araneidae.
Loài này thuộc chi Hypognatha. Hypognatha pereiroi được Herbert Walter Levi miêu tả năm 1996.